# Pseudopseustis
Pseudopseustis är ett släkte av fjärilar. Pseudopseustis ingår i familjen nattflyn.
Kladogram enligt Catalogue of Life:
| Pseudopseustis | \| \| Pseudopseustis beduina \| \| \| \| \| \| Pseudopseustis crassicornis \| \| \| \| \| \| Pseudopseustis cymatodes \| \| \| \| \| \| Pseudopseustis diacrisioides \| \| \| \| \| \| Pseudopseustis jordana \| \| \| \| \| \| Pseudopseustis pseudamoena \| \| \| \| \| \| Pseudopseustis tellieri \| \| \| \| |
|                | \| \| Pseudopseustis beduina \| \| \| \| \| \| Pseudopseustis crassicornis \| \| \| \| \| \| Pseudopseustis cymatodes \| \| \| \| \| \| Pseudopseustis diacrisioides \| \| \| \| \| \| Pseudopseustis jordana \| \| \| \| \| \| Pseudopseustis pseudamoena \| \| \| \| \| \| Pseudopseustis tellieri \| \| \| \| |
|                | Pseudopseustis beduina |
|                | |
|                | Pseudopseustis crassicornis |
|                | |
|                | Pseudopseustis cymatodes |
|                | |
|                | Pseudopseustis diacrisioides |
|                | |
|                | Pseudopseustis jordana |
|                | |
|                | Pseudopseustis pseudamoena |
|                | |
|                | Pseudopseustis tellieri |
|                | |